# لئونارد هرتسنبرگ

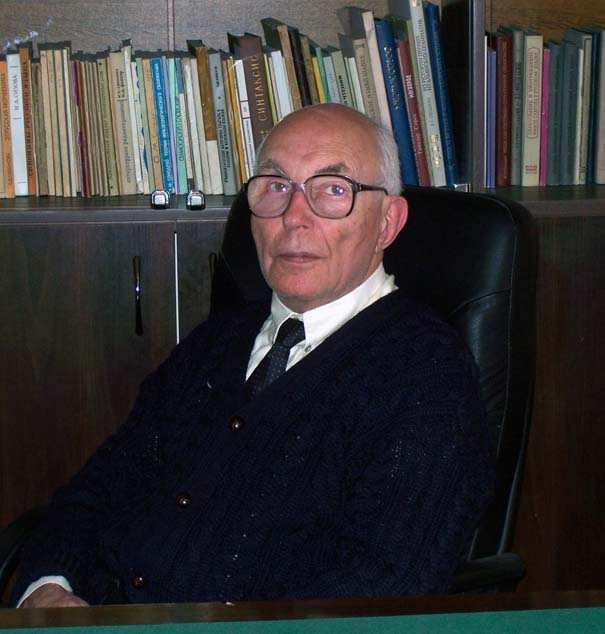
لئونارد گئورگویچ هرتسنبرگ

لئونارد گئورگویچ هرتسنبرگ (به روسی: Леона́рд Гео́ргиевич Герценбе́рг) - (۲۱ ژوئن ۱۹۳۴، لیپایا (لتونی) - ۲۵ دسامبر ۲۰۱۲، سن پترزبورگ) زبان‌شناس اهل شوروی و روس بود، متخصص ایران شناسی و مطالعات هند و اروپایی دکترای فیلولوژی، محقق ارشد مؤسسه مطالعات زبان‌شناسی آکادمی علوم روسیه، استاد گروه زبان‌شناسی عمومی در دانشگاه ایالتی سن پترزبورگ، بود.

## زندگی‌نامه
لئونارد گئورگویچ در لیپایا شهری در لتونی امروز در یک خانواده تحصیل کرده و ثروتمند یهودی متولد شد. پدرش، گئورگ لئوناردویچ هرتسنبرگ (۱۸۹۶–۱۹۴۲)، فارغ‌التحصیل مدرسه بازرگانی برلین بود.
در سالهای ۱۹۵۶–۱۹۶۱ در بخش ایرانیان دانشکده شرق‌شناسی دانشگاه دولتی سن پترزبورگ تحصیل کرد. ایرانشناسان برجسته ایی استادان او بودنذ: میخاییل باگالوبوف، بولدیرف، تاگیرجانف، پتروشفسکی، سوکولووا، سوکولوف
سپس او وارد دانشکده تحصیلات تکمیلی مؤسسه زبان‌شناسی آکادمی علوم اتحاد جماهیر شوروی شد. مدرک زبان‌شناسی تطبیقی هند و اروپایی و هند و ایرانی گرفت.
او در سال ۱۹۶۶ از تز دکترای خود دفاع کرد. در همان زمان او به مطالعه زبان‌شناسی تطبیقی هندواروپایی زیر نظر I. م. ترونسکی پرداخت.
هرتسنبرگ پس از فارغ‌التحصیلی از تحصیلات تکمیلی به کار در بخش هند و اروپایی مؤسسه زبان‌شناسی آکادمی علوم اتحاد جماهیر شوروی (اکنون مؤسسه مطالعات زبانشناسی آکادمی علوم روسیه) ادامه داد. در سال ۱۹۶۸ به دعوت یو.با. ماسلوا او شروع به خواندن دوره «مقدمه ای بر زبان‌شناسی هند و اروپایی» در گروه زبان‌شناسی عمومی دانشگاه لنینگراد کرد. سلسله سخنرانی‌هایی ارائه کرد که علاوه بر خود دوره مقدماتی، شامل دوره‌های ویژه لهجه‌شناسی تطبیقی زبان‌های هندواروپایی، تحلیل متون باستانی هندی، هیتی، سلتی و سایر متون با تفسیر هند و اروپایی بود.
در سال ۱۹۸۳ از رساله دکترای خود با عنوان «مسائل بازسازی عروضی هندواروپایی» دفاع کرد.

## فعالیت علمی
دامنه علایق علمی هرتسنبرگ شامل جنبه‌های مختلف مطالعه تاریخی تطبیقی زبان‌های هند و اروپایی است (بازسازی آواهای هندواروپایی، ساختار مورفولوژیکی واژه در زبان هند و اروپایی، پژوهشهای ریشه‌شناسی).
لئونارد گئورگویچ سال‌ها روی اثر بنیادی خود «فرهنگ ریشه‌شناسی زبان فارسی» کار کرد که به صورت رایانه‌ای ایجاد شده و حاصل ترکیب سنت‌های علمی زبان‌شناسی غربی و شرقی است. از وی بیش از ۱۰۰ اثر از جمله چند تک نگاری در زمینه زبانشناسی تطبیقی ایران و هند و اروپایی منتشر شده‌است.
لئونارد هرتسنبرگ در بسیاری از کشورها دوره‌های آموزشی دید و همچنین سخنرانی‌ها و گزارش‌هایی ارائه کرد: آلمان (برلین، هامبورگ، بامبرگ)، ایالات متحده آمریکا (نیویورک، کمبریج، فیلادلفیا، بالتیمور، پرینستون، واشینگتن دی سی، سیاتل، یوجین، برکلی، دیویس، لس‌آنجلس، سنت لوئیس، نیواورلئان، توسان، شیکاگو)، اسپانیا (سالامانکا، مادرید، سویا، مالاگا، وایادولید، کوئنکا)، هلند (لیدن، اوترخت، آمستردام)، ایتالیا (کاتانیا، پالرمو، کوزنزا، ناپل، رم)، بریتانیا (آکسفورد)، اتریش (وین)، ایران (تهران، قم، اصفهان)، سوئد (اوپسالا، استکهلم) و غیره.

## انتشارات عمده
- زبان سکایی ختن 1965
- ساختار صرفی کلمه در زبان‌های هند و ایرانی باستان. L. , "Nauka" 1972, 274 p.
- مسائل بازسازی عروض هند و اروپایی. L. , "Nauka" 1981, 200 p.
- تاریخ زبان تاجیکی. دوشنبه، ۱۹۹۲.
- مواد آموزشی تاجیکستان. سیاتل، ۱۹۹۳–۱۹۹۵.
- ساختار صرفی کلمه ایرلندی// ساختار صرفی کلمه در زبان‌های هند و اروپایی. مسکو، ۱۹۷۰، صص ۷۱–۱۰۳.
- زبان سکایی ختن// مبانی زبان‌شناسی ایرانی. زبانهای ایرانی میانه. مسکو، 1981. S. ۲۳۳–۳۱۳.
- در مورد ردپای عروض هند و اروپایی به زبان لاتین // VYa 1982، شماره ۵، ص ۶۸–۷۷.
- چشم‌اندازهای فوری برای مطالعات هند و اروپایی // موضوعات موضوعی زبانشناسی تطبیقی. L. , 1989. S. 70-81.
- مسائل بازسازی تأکیدی// بررسی تاریخی تطبیقی زبان‌های خانواده‌های مختلف. بازسازی در سطوح فردی ساختار زبانی. M. , 1989. S. 29-47.
- درآمدی کوتاه بر مطالعات هند و اروپایی. SPb. , Nestor-History 2010, 316s.

## یادداشت
- 1. Мемуары Роберта Герценберга Архивная копия от 4 марта 2016 на Wayback Machine
  2. Генеалогия семьи Герценберг Архивная копия от 12 ноября 2014 на Wayback Machine
- صفحه شخصی در وب سایت گروه زبان‌شناسی عمومی دانشگاه ایالتی سن پترزبورگ

1. ↑  Шайтанов, Сергей; Abkowicz, Mariola (2018-12-30). "Генеалогия семьи Шапшалов". Awazymyz. Pismo historyczno-społeczno-kulturalne Karaimów. 29 (4 (61)): 12–15. doi:10.33229/az.839. ISSN 1733-7585.